# Porto Miggiano
Porto Miggiano è una località costiera del comune di Santa Cesarea Terme. 
La località, abitata quasi esclusivamente nel periodo estivo, possiede un piccolo porto turistico e una torre omonima costruita nel XVI secolo a difesa dagli attacchi dei saraceni. Fino al 1913 Porto Miggiano era parte delle marine di Vignacastrisi, in quanto le stesse da diversi secoli rientravano nell'antico feudo di Capriglia, comprendendo il territorio che si estende da Porto Miggiano fino alla grotta "striare" di Castro. La nascita del comune di Santa Cesarea Terme (fino al 1929 denominata semplicemente Santa Cesarea) è avvenuta nel 1913 attraverso la fuoriuscita di Santa Cesarea e Vitigliano dal comune di Ortelle e Cerfignano dal comune di Minervino di Lecce. Vitigliano e Cerfignano sono da allora frazioni di Santa Cesarea Terme.

## Torre Miggiano

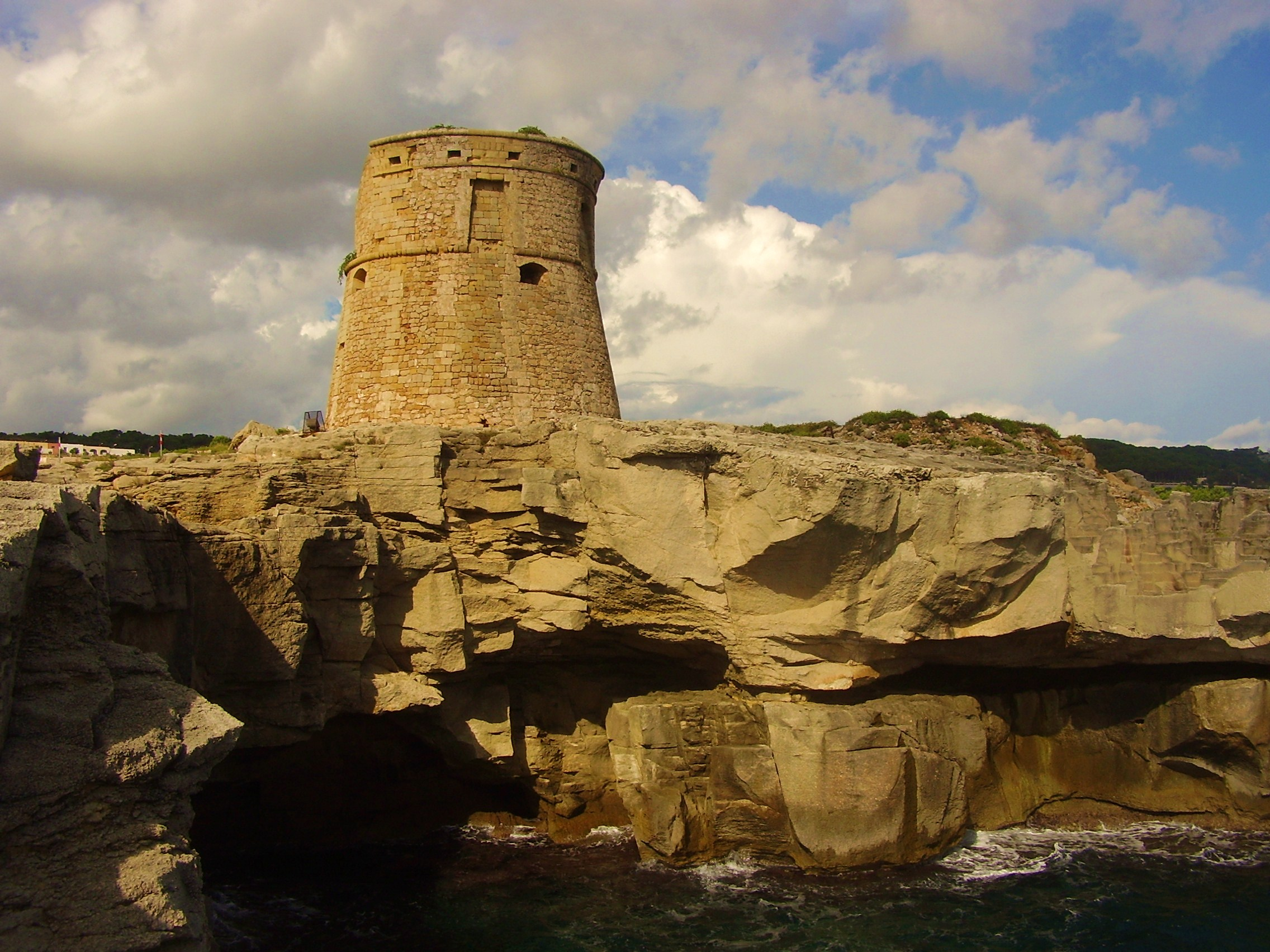
Torre Miggiano

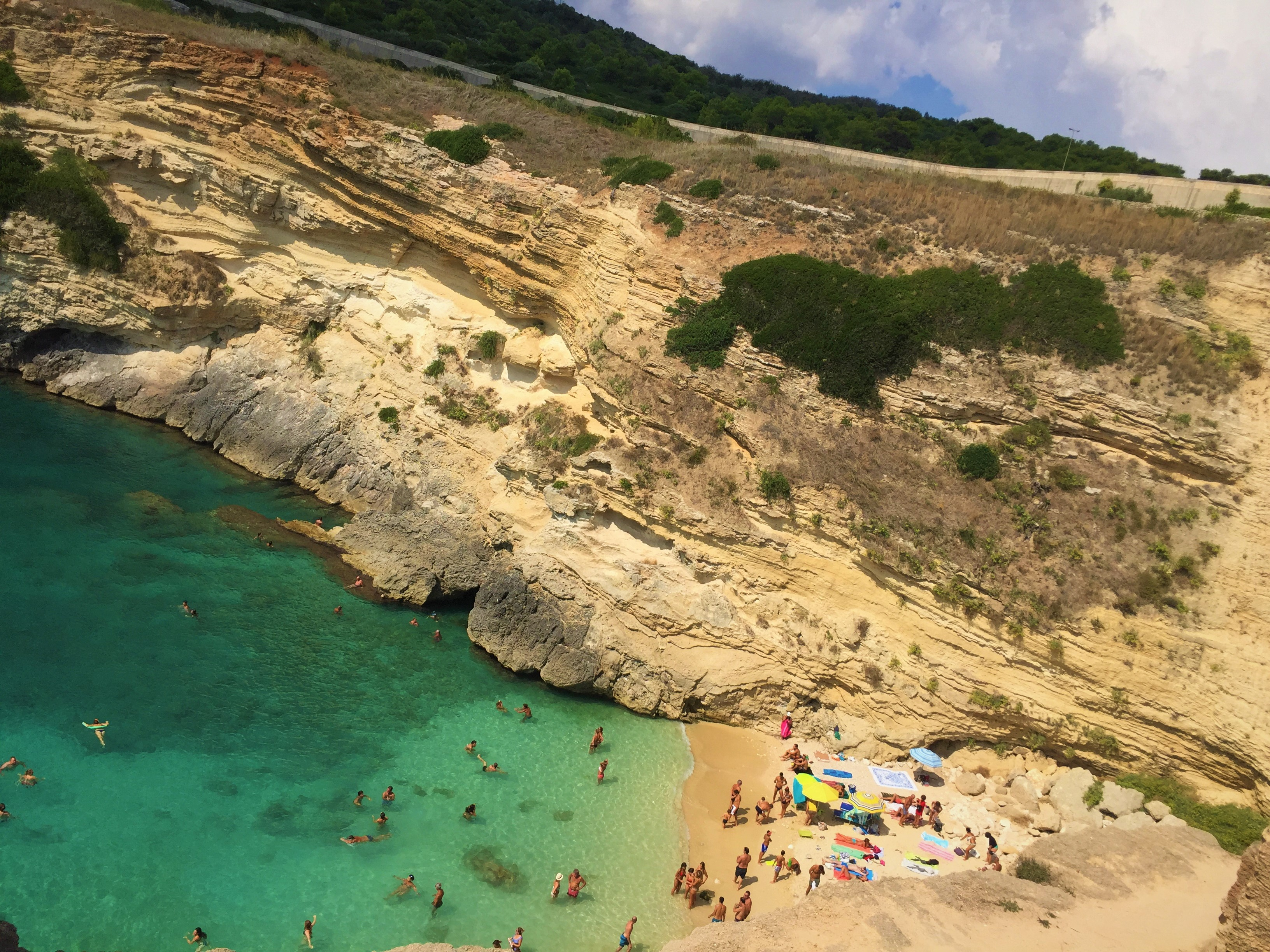
La spiaggia

La Torre Miggiano fu realizzata quando già esistevano le torri di avvistamento per la protezione del litorale di pertinenza della città e della contea di Castro. La destinazione della struttura era finalizzata alla difesa dell'omonimo porto, probabilmente per salvaguardare l'incolumità dei cavatori che lavoravano le cave di carparo circostanti e inviavano i conci in tutta l'area della contea per fornire materiale utile alle costruzioni realizzate in quel periodo. Non si conosce con esattezza l'anno di realizzazione della torre, ma viene riportata nella cartografia del Cinquecento essa apparteneva al feudo di Capriglia posto sotto la giurisdizione e sotto il mantenimento del Baronato di Vignacastrisi. Qualche notizia più certa è riscontrabile dai documenti in relazione ai militari ivi stanziati: nel 1583 vi era il torriero caporale Arico Consalvo; nel 1655 il torriero caporale Cesare Tronci; nel 1696 il torriero caporale Leonardo Cuorlo; nel 1730 il torriero caporale Giuseppe Nusso; nel 1777 la torre risulta custodita da torrieri invalidi. 
La struttura si presenta a basamento tronco-conico realizzata in muratura con pietre irregolari allineati in corsi orizzontali e rinforzate da pilastri di spina posti a intervalli cadenzati secondo una tecnica muraria di ascendenza medievale che in Terra d'Otranto dura fino alle soglie del XIX secolo. La rastremazione della fodera esterna è sottolineata, per la zona scarpata, da un toro marcapiano interrotto dalle aperture delle caditoie di difesa al di sopra delle quali un secondo toro costituisce il coronamento di chiusura della torre, dal quale fanno capolino le larghe feritoie da cui i torrieri sparavano contro i pirati che si avvicinavano al porto con intenzioni ostili. 
Comunicava visivamente a nord con Torre Santa Cesarea e a sud con le difese di Castro.

## Cultura

### Eventi
Nella località ogni anno a fine luglio si tiene la festa del pesce organizzata dalla pro-loco di Santa Cesarea Terme.